# 132 (عدد)
132 عدد صحيح طبيعي بين 131 و133

## في الرياضيات

### خاصيات
- 132 عدد زوجي
- 132 سادس عدد كاتالان (catalan number).
- 132 قاسم ل23²-1 و لـ888888
- 132 له الكتابة{\displaystyle 132=2^{7}+2^{2}}.
- 132 عدد سعيد في نظام العد العشري و نظام العد الثنائي ونظام العد الرباعي ونظام العد الثماني ونظام العد السداسي عشر. و هو عدد مبذر في نظام العد الثماني والعشاري و فما فوق.
- 132 عدد مضلعي يمثل مضلع ذا 45 ضلع ترتيبه 3